# Can Punxes
Can Punxes és una obra del municipi de Sant Pere de Ribes (Garraf) inclosa en l'Inventari del Patrimoni Arquitectònic de Catalunya.

## Descripció
Es tracta d'un edifici de planta baixa, dos pisos i terrat, amb jardí lateral i posterior que dona a la plaça Marcer i al carrer de la Pau. La façana principal presenta una distribució simètrica. A la planta baixa s'obren la porta d'accés, centrada, d'arc mixtilini i una obertura allindanada a banda i banda. Al primer pis hi ha tres balcons amb peanya comuna, sostinguda per mènsules i amb barana de ferro. El segon pis té tres finestres allindanades.
L'edifici es corona amb barana d'on sobresurten, en la vertical de les obertures, uns cossos més elevats. Tant portes com finestres es troben emmarcades en pedra i decorades amb relleus de temàtica floral. La façana lateral presenta una estructura similar, i la posterior galeries. Elements remarcables són la tanca de la finca, amb decoració escultòrica i la porta de ferro. Cal assenyalar com a element singular la caixa de l'escala situada al terrat, de planta quadrangular i pintada de vermell.

## Història
Can Punxes fou construïda a principis del segle XX per ordre de Ramon Mestre i Mestre, al seu reton de Cuba on havia fet fortuna.